# Хосефа де Суньига-и-Кастро
 Мария Хосефа де Суньига-и-Кастро (исп. María Josefa de Zúñiga y Castro; 4 января 1718, Мадрид — 31 мая 1771, Мадрид) — испанская аристократка, графиня Лемос и грандесса Испании, позже названная маркизой Саррия, президент Академии хорошего вкуса, одной из главных мадридских литературных собраний первой половины XVIII века.

## Биография
Родилась 4 января 1718 года в Мадриде. Дочь Хуана Мануэля де Суньиги Сотомайора, 11-го герцога Бехара (1680—1747), и Рафаэлы де Кастро-и-Португал, дочери Сальвадора Франсиско де Кастро, маркиза де
Армуния (1668—1734), и Франсиски де Паулы Сентурион де Кордовы Мендосы Каррильо и альборнос, 6-й маркизы де Армуния (1670—1722).
В 1735 году, когда ей было семнадцать лет, она вышла замуж за своего дядю Хинесе Фернандо Руиса де Кастро, 11-го графа Лемос (1666—1741), брата его бабушки по отцовской линии, герцогини Бехар, и деда по материнской линии, маркиза Армунии, дважды вдовца, которому было 52 года. У пары не было детей, и граф умер в 1741 году.
Начиная с января 1749 года, овдовевшая графиня Лемос начала организовывать ежемесячные литературные собрания в своем дворце на улице Калле дель Турко, получившем название Академии хорошего вкуса. Под председательством графини замечательной эрудиции и красоты просвещенная аристократия сходилась на собраниях с интеллектуальной элитой. Таким образом, её брат, герцог Бехар, граф Торрепальма, герцог Медина-Сидония, герцог Аркос или граф Салдуэнья, а также Луис Хосе Веласкес, Игнасио де Лусан, Хосе Антонио Порсель, входили в состав Академии. Блас Насарре, Диего де Торрес Вильярроэль или Агустин де Монтиано, все они снабжены лирическими псевдонимами («Скромный», «Трудный», «Недоверчивый Справедливый» и т. д.), которые сгладили различия и позволили им сосредоточиться на диалектическом обмене.
В том же году графиня вышла замуж во второй раз за генерал-лейтенанта Николаса де Карвахала-и-Ланкастера (+ 1770), брата герцога Абрантеса и государственного секретаря Хосе де Карвахаля, возглавлявшего правительство Фердинанда VI. Вместе с мужем она тогда приняла титул маркизы Саррия, который традиционно носили старшие сыновья дома Лемос, так как она, должно быть, считалась наследницей своей тети по материнской линии, маркизы Айтоны.
Академия хорошего вкуса продолжала свой путь и добилась огромного общественного авторитета, она была местом поэтических и театральных новостей, модных литературных жанров. У маркизы де Сарриа был театр в её резиденции, и там ставились французские модные пьесы Нивеля де Лашоссе и других авторов, которые академические ученые переводили на испанский язык, в дополнение к их собственным творениям. Действительно, маркиза часто выходила на сцену, и современники признают её незаурядный актёрский талант.
Однако столкновение течений между новой неоклассической эстетикой и традиционными вкусами, унаследованными от барокко, закончилось противостоянием двух непримиримых лагерей, и заседания Академии резко оборвались в апреле 1751 года.
Маркиз Саррия скончался 4 марта 1770 года, а в следующем году маркиза умерла в Мадриде 31 мая 1771 года.

## Титулатура
- Графиня Лемос и грандесса Испании
- Маркиза Саррия
- Графиня Вильяльба
- Графиня Андраде
- Графиня Кастро
- Герцогиня Тауризано
- Баронесса де ла Мотта-Сант-Анастазия

Она носила эти титулы с тех пор, как в 1735 году вышла замуж за своего двоюродного деда, графа Лемоса, а с 1741 года стала вдовой.
В 1749 году, после свадьбы с Николасом де Карвахалем, она приняла титул маркизы де Сарриа, теперь самостоятельно, а не как супруга, вероятно, потому, что считала себя будущей наследницей дома Лемос, который после смерти её первого мужа вернулся к старшей сестре своей матери, овдовевшей маркизе Айтона, у которой не было детей. Старшие сыновья графов Лемоса использовали этот титул при жизни своих родителей, но для предполагаемого наследника племянника это не было обычным делом. Кроме того, у маркизы был брат мужского пола, герцог Бехар, но она, должно быть, понимала, что существует несовместимость между старшинствами Бехара и Лемоса, и что, следовательно, последний будет соответствовать ей.